# Qiaodong (köpinghuvudort i Kina, Jiangxi Sheng, lat 28,06, long 115,82)
Qiaodong är en köpinghuvudort i Kina. Den ligger i provinsen Jiangxi, i den sydöstra delen av landet, omkring 70 kilometer söder om provinshuvudstaden Nanchang. Antalet invånare är 41 883. Befolkningen består av 19 601 kvinnor och 22 282 män. Barn under 15 år utgör 25,0 %, vuxna 15-64 år 67 %, och äldre över 65 år 7,0 %.
Runt Qiaodong är det tätbefolkat, med 459 invånare per kvadratkilometer. Närmaste större samhälle är Rongtang, 11,6 km nordväst om Qiaodong. Trakten runt Qiaodong består till största delen av jordbruksmark.
Genomsnittlig årsnederbörd är 2 190 millimeter. Den regnigaste månaden är juni, med i genomsnitt 367 mm nederbörd, och den torraste är oktober, med 28 mm nederbörd.